# Warszawska Fabryka Motocykli
Warszawska Fabryka Motocykli (W.F.M.) (Warschauer Motorräderfabrik) war eine in Warschau (Volksrepublik Polen) ansässige Motorrad- und Autofabrik, die von 1947 bis 1965 bestand und sich auf das Spektrum von Maschinen mit kleinem Hubraum bis 175 cm³ beschränkt hatte.

## Geschichte

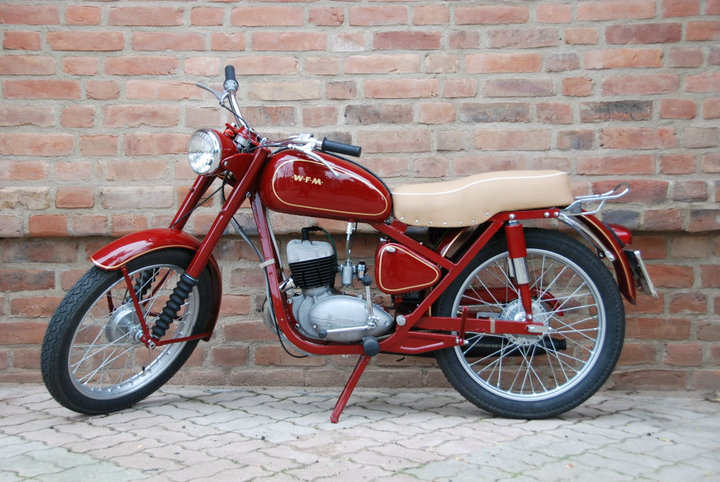
Originalgetreu restaurierte WFM M06, Baujahr 1961

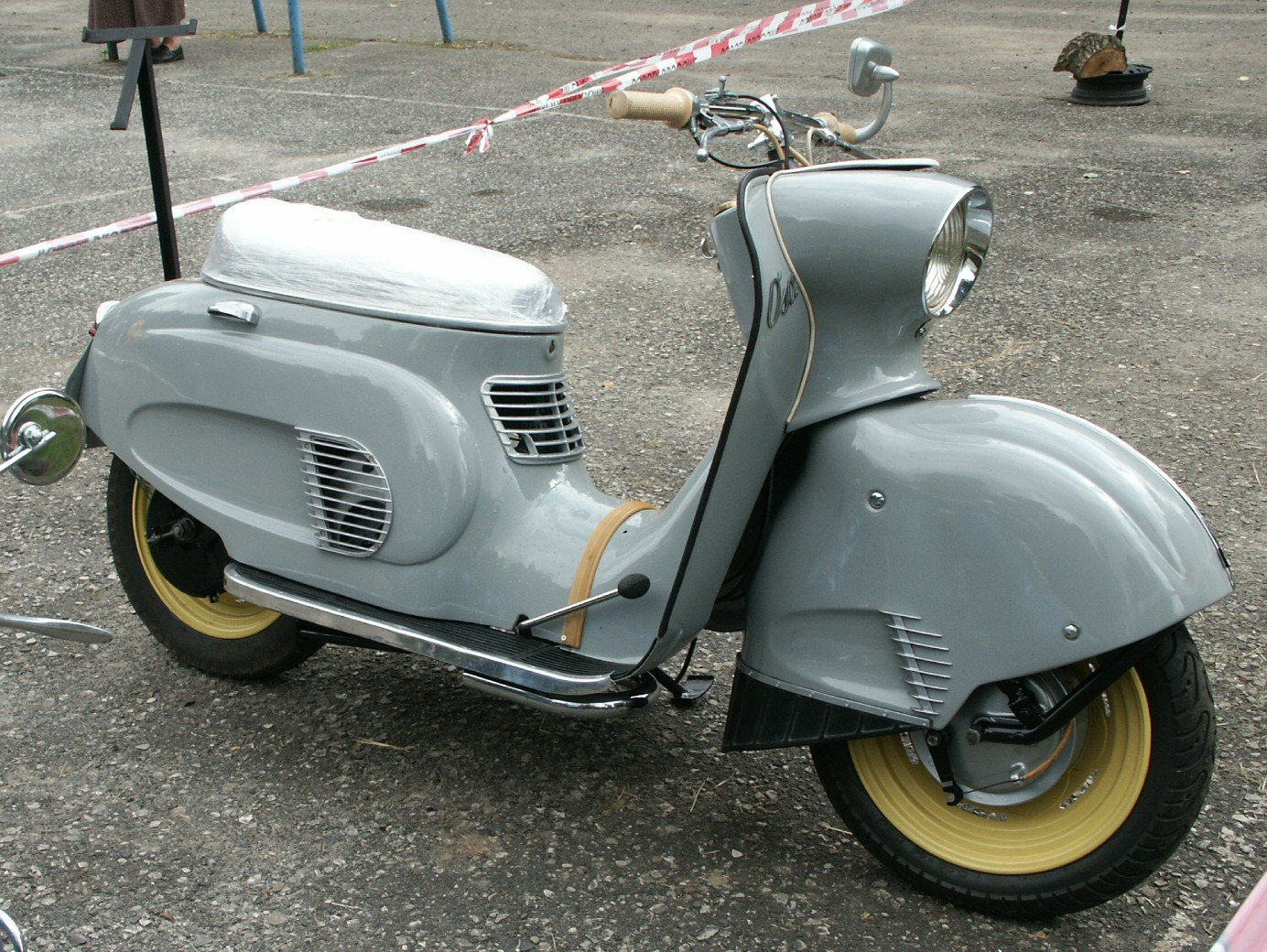
Motorroller WFM Osa M52

Gegründet wurde das Unternehmen 1947 als eine Montage- und Reparaturwerkstatt, ehe es 1952 die Motorradproduktion aufnahm. W.F.M. hat Motorräder nach eigenen Entwürfen hergestellt.
Als das Unternehmen im Jahr 1965 aufgelöst wurde, wurden deren Immobilien und Maschinen von der benachbarten Polskimi Zakładami Optycznymi übernommen, welche weiterhin Motoren und Ersatzteile produzierte. Heute befindet sich hier die Soho Factory.

## Kleinwagenprototyp Fafik
Im Herbst 1958 entwickelte WFM einen vierrädrigen zweisitzigen Kleinwagenprototyp mit dem Namen Fafik, mit hinterer Schmalspur und 14-Zoll-Rädern. Er besaß in seiner Form identische große, gewölbte Front- und Heckscheiben. Die Stahlkarosserie mit den Panoramascheiben vorne und hinten trug in seiner Linie Züge des späteren NSU Prinz 4. Die Türen waren hinten angeschlagen. Er basierte technisch auf dem selbst produzierten Osa-M-50-Motorroller, von dem Teile der Karosserie und des Fahrwerks, sowie die Dreigangschaltung übernommen wurden. Im Heck des Fahrzeuges befand sich ein 148 cm³ Einzylinder-Zweitakt-Motor mit einer Leistung von 6 PS bei 4800 min−1. Er wurde durch einen Ventilator gekühlt. Das 270 kg schwere Fahrzeug sollte damit eine Höchstgeschwindigkeit von etwa 70 km/h erreichen. Im Bereich des hinteren Fensterrahmens waren Blinker angebracht. Die Serienproduktion scheiterte an der fehlenden finanziellen Unterstützung durch den Staat.
In die Erprobung ging das Fahrzeug aber mit einem 248 cm³ Zweizylinder-Zweitakt-Motor und einer Zuladung von 70 kg. Der geplante Benzinverbrauch wurde mit 4,5 l/100 km angegeben. Die hintere Spur war etwas schmaler als die vordere. Das Fahrzeug sollte mit 10-Zoll-Rädern ausgestattet und mit einer Seilzugbremse und Alubremstrommeln versehen werden. Das Fahrzeug wurde ausschließlich als Prototyp und nie in Serie produziert.

## Produktion 1951–1965
- Motorräder (4 Typen) – 600.000 Einheiten[5]
- Motorroller (2 Typen) – 28.000 Einheiten
- Motoren (6 Typen) – 250.000 Einheiten